# Шведский железнодорожный музей
Шведский железнодорожный музей (швед. Sveriges Järnvägsmuseum) — национальный технический музей в городе Евле (Швеция), посвящённый истории железных дорог Швеции. Также имеется филиал в Энгельхольме.
Задачей музея является изучение, сохранение и передача сведений об истории железнодорожного транспорта Швеции. Музей находится под управлением Шведской Национальной Железнодорожной Администрации, которая получает финансовые средства для деятельности музея от правительства.

## История
В 1915 году «Национальный Железнодорожный Совет» открыл железнодорожный музей в Стокгольме. В 1942 году на железнодорожной станции Томтебуда в Стокгольме открыта экспозиция локомотивов и подвижного состава. Шведский железнодорожный музей перенесён в Евле в 1970-е годы. Под музей были отведены две площадки под открытым небом (с железнодорожными путями), несколько больших зданий, включая два поворотных круга и помещение локомотивного депо. Комплекс музея занимает площадь почти 16000 м².

## Экспонаты
Некоторые экспонаты музея были приобретены ещё в конце XVIII века. Текущая коллекция, одна из лучших в мире, содержит более 100 локомотивов, почти 150 вагонов и несколько сотен единиц прочего подвижного состава. Лучшие образцы представлены в основной экспозиции. Основная часть собрания находится в запасниках, для экскурсионного осмотра которых необходима предварительная договорённость.
Помимо локомотивов и подвижного состава, предметов, инструментов и железнодорожных моделей в отдельных залах демонстрируется посуда, текстиль и произведения искусства. Несколько сотен тысяч фотографий, хранящихся в музее, отображают исторический путь развития железных дорог. Сотрудники музея ведут работы по переводу фотографий и негативов в цифровую форму, чтобы сделать их более доступными для общественности.